# Roergue
|  | Per a altres significats, vegeu «Comtat de Roergue». |

Escut de Roergue

El Roergue és una regió històrica d'Occitània que limita al nord amb Alvèrnia, al sud i sud-oest amb Llenguadoc, a l'est per Gavaldà i a l'oest per Carcí. La seva capital és Rodés.
El Roergue fou convertit en departament de la República Francesa el 1790, i s'anomenà Avairon, a causa del nom del riu que el travessa. Quan el 1808 fou creat el departament de Tarn i Garona, Avairon va perdre l'extrem a l'oest del seu territori, de manera que avui la majoria del Roergue és el departament d'Avairon, mentre que una petita part és a l'extrem oriental de Tarn i Garona.
La província del Roergue té una extensió de 9.007 km² i segons el cens de 1999 tenia 269.774 habitants al territori de la província del Roergue, o sia, una densitat de només 30 hab./km². Les àrees urbanes més grans són Rodés, amb 38.458 habitants el 1999, Milhau, amb 22.840 habitants el 1999, La Sala, amb 17.044 habitants el 1999, i Vilafranca de Roergue, amb 12.561 habitants el 1999.
El Roergue incloïa el comtat de Rodès, i es dividia entre les diòcesis de Rodés i Vabres.
Durant l'edat mitjana, el Roergue canviava mans sovint entre els reis d'Anglaterra (a causa del Tractat de Brétigny el 1360), i els comtes d'Armanyac, i Llenguadoc.